# Pietro Capoferri
Pietro Capoferri (Colognola al Piano, 5 agosto 1892 – Bergamo, 29 dicembre 1989) è stato un sindacalista, politico e dirigente sportivo italiano.

## Biografia

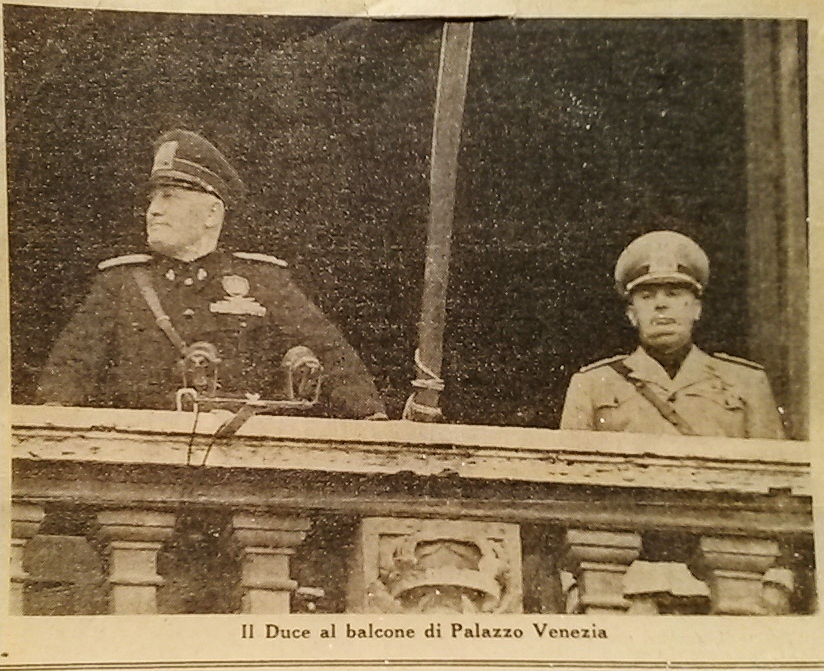
Benito Mussolini (a sinistra) e Pietro Capoferri (a destra) durante il discorso di dichiarazione di guerra del 10 giugno 1940

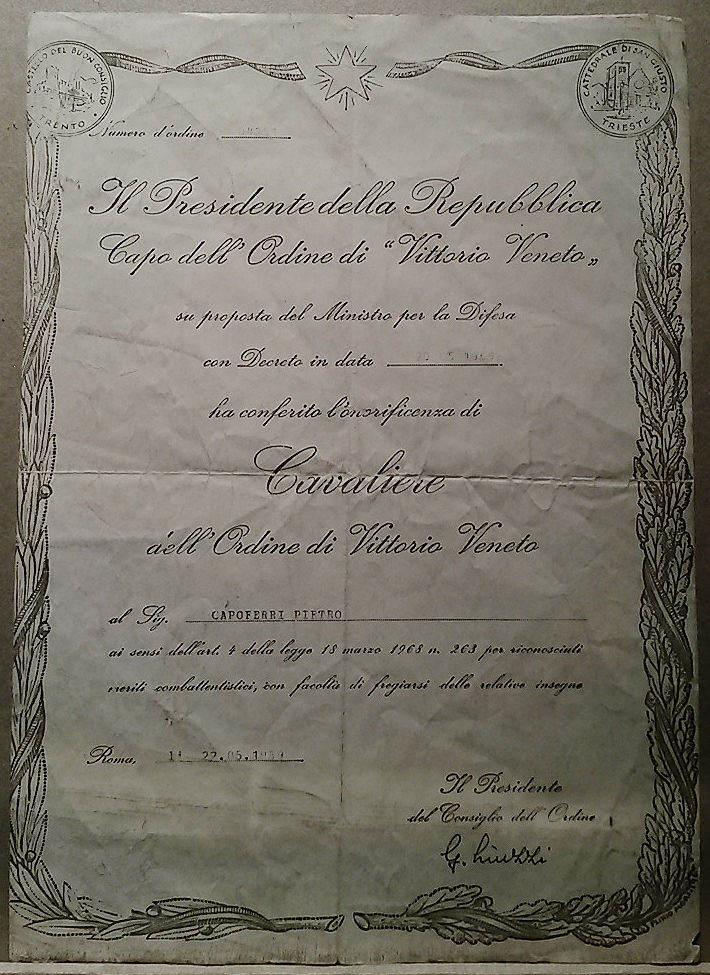
L’onorificenza di Cavaliere

Dopo aver combattuto la prima guerra mondiale in Russia come soldato, tornò in patria cominciando la sua carriera politica, aderendo subito al Fascismo.
Riuscì a ritagliarsi un importante spazio nella gerarchia del Partito Nazionale Fascista (PNF) di Mussolini, diventando in breve l'elemento di maggiore importanza del sindacalismo fascista bergamasco fino al termine degli anni venti.
Nella città orobica si distinse anche in campo sportivo, ricoprendo prima ruoli dirigenziali e poi la carica di presidente dell'Atalanta Bergamasca Calcio nelle stagioni 1927-1928 e 1929-1930.
I numerosi ruoli ricoperti sia nella gestione del partito che in quella del sindacato, gli permisero di mettersi in luce anche al di fuori dei confini provinciali, riuscendo ad ottenere la segreteria generale dell'Unione provinciale di Milano. Dopo aver rivestito tale ruolo dal 1930 al 1939, ricevette l'investitura a presidente nazionale della Confederazione dei sindacati dell'industria.
Onorevole nella XXVIII, XXIX e XXX legislatura del Regno d'Italia, la definitiva consacrazione politica si verificò nel luglio 1940, quando ricevette la nomina a vice segretario del partito, con l'incarico di reggente della segreteria nazionale al posto di Ettore Muti, ruolo mantenuto fino a novembre dello stesso anno.
Fu lui che gridò la formula "Saluto al Duce!" il 10 giugno 1940, per introdurre il discorso con il quale Mussolini annunciò l'entrata dell'Italia nella seconda guerra mondiale.
Al termine della seconda guerra mondiale ritornò a Bergamo, passando il resto della propria vita gestendo alcune aziende. Verso la fine degli anni settanta scrisse anche due libri: il primo intitolato Racconti sparsi di vita bergamasca, descriveva la storia di Bergamo nel XX secolo; nel secondo Ordine Sociale o Caos, raccontava il suo punto di vista sulla storia del fascismo.
Morì a Bergamo, nel 1989, all'età di 97 anni.

## Opere
- Dai sindacati alle corporazioni, Stab. Tip. de "La Gazzetta dello Sport", 1934.
- L'ora del lavoro, Mondadori, 1941.
- Venti anni col fascismo e con i sindacati, Gastaldi, 1957.